# Mare de Déu de les Ares
La Mare de Déu de les Ares és un santuari del terme municipal d'Alt Àneu, a la comarca del Pallars Sobirà. Pertanyia a l'antic terme de la Mancomunitat dels Quatre Pobles.

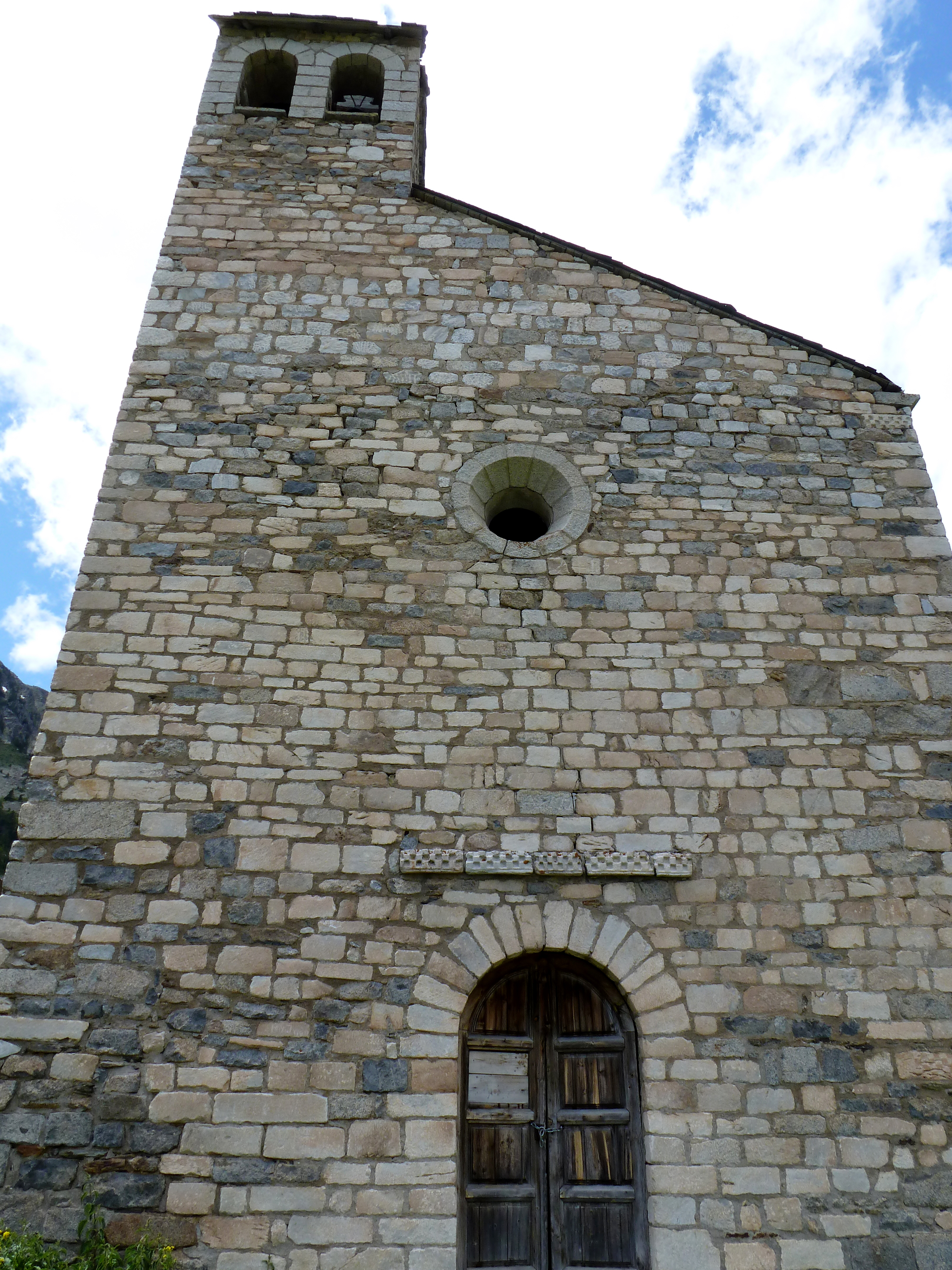
Santuari de la Mare de Déu de les Ares, façana SE

És un santuari modern, de factura d'imitació del romànic, que substituí un de més antic. Fou reconstruït el 1960. S'hi venera la Mare de Déu que dona nom al santuari, amb un aplec de força concurrència de persones de la comarca que se celebra el 7 de juliol.
Al seu nord-oest, a prop i a l'altre costat de la carretera C-28, hi ha el Refugi de les Ares.

## Bibliografia

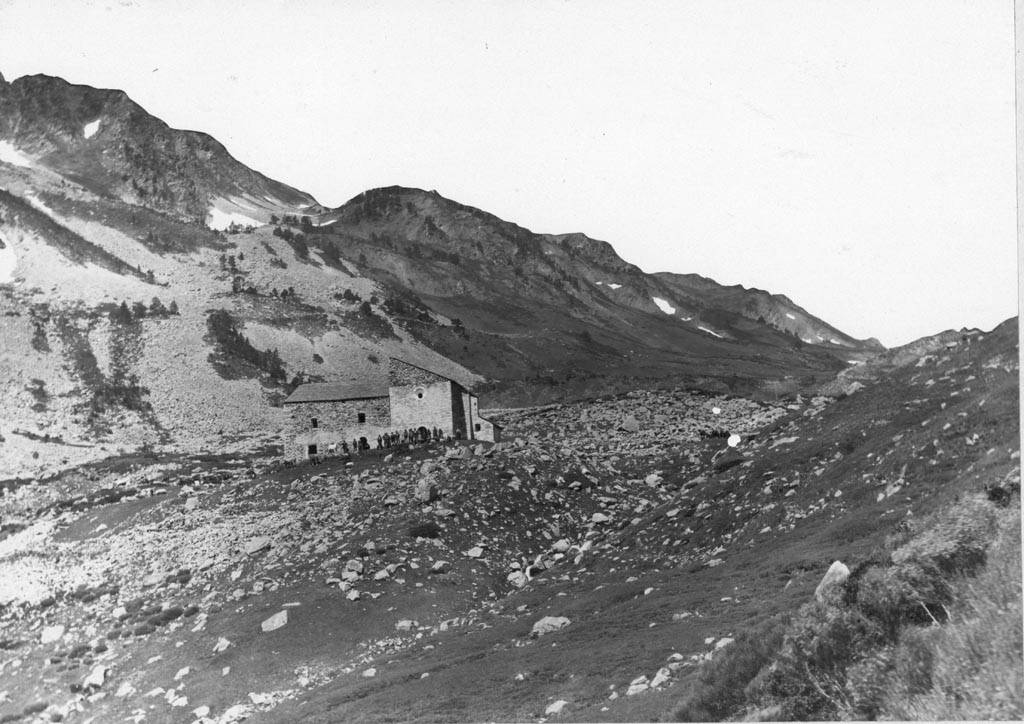
El Santuari, entre 1890 i 1914